# Dipartimento di Nioro du Rip
Il dipartimento di Nioro du Rip (fr. Département de Nioro du Rip) è un dipartimento del Senegal, appartenente alla regione di Kaolack. Il capoluogo è la cittadina di Nioro du Rip.
Si estende nella parte meridionale della regione, lungo il confine con il Gambia.
Il dipartimento di Nioro du Rip comprende 2 comuni e 3 arrondissement.
comuni:
- Nioro du Rip
- Keur Madiabel

arrondissement:
- Medina Sabakh
- Paos Koto
- Wack Ngouna